# Ultraviolet (Light My Way)
Ultraviolet (Light My Way) (lub „Ultra Violet (Light My Way)”) – piosenka rockowej grupy U2, pochodząca z jej wydanego w 1991 roku albumu, Achtung Baby.

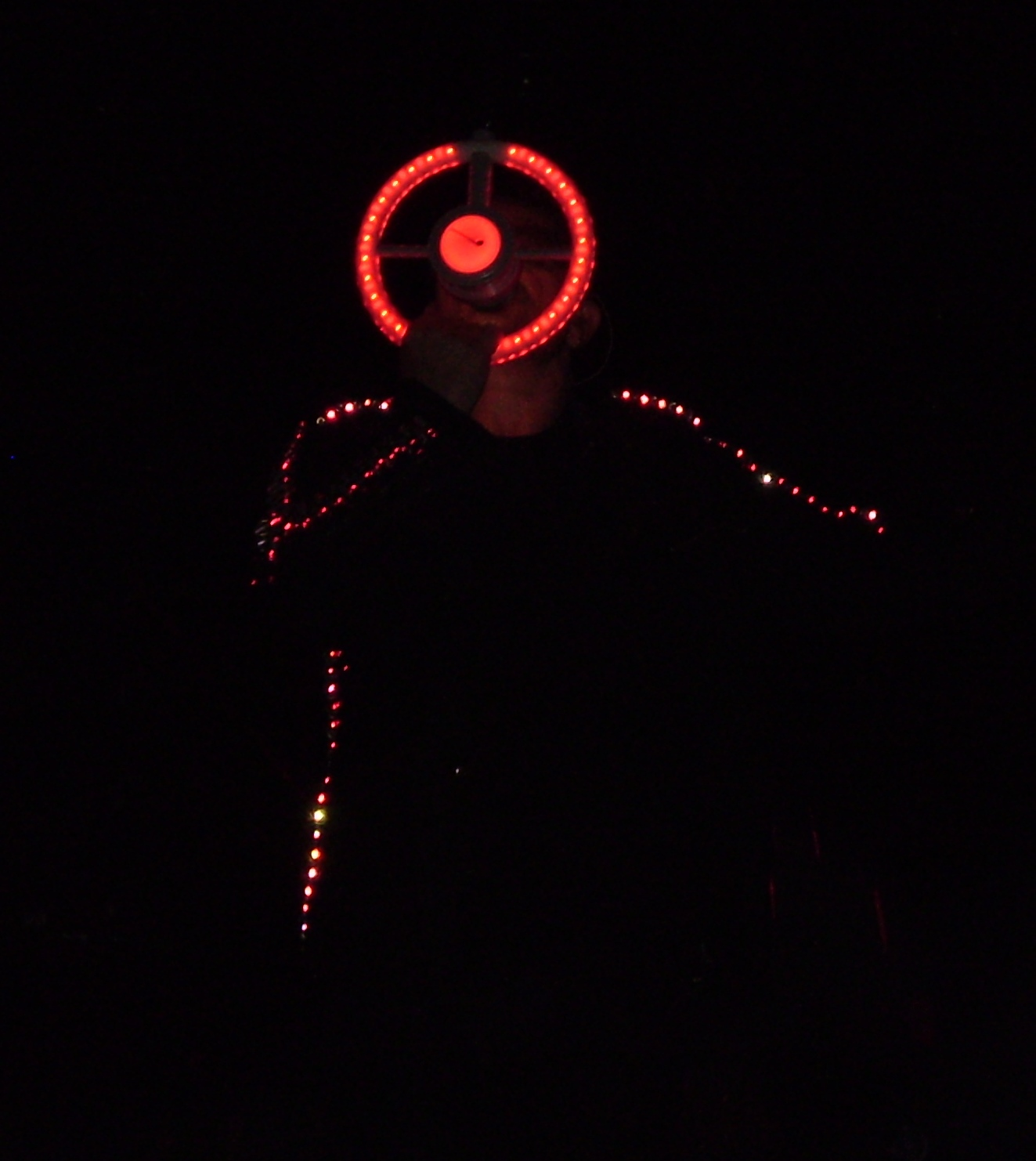
Bono w trakcie wykonywania Ultraviolet (Light My Way) podczas trasy U2 360° Tour w Toronto

Była wykonywana na żywo podczas koncertów w ramach czterech etapów trasy Zoo TV Tour, zazwyczaj jako drugi bisowy utwór. W trakcie tych bisów, Bono był ubrany jak Mirrorball Man (pierwsze trzy etapy) oraz Mr. MacPhisto (etap Zooropa) – jego alter ega.
The Edge zawsze grał piosenkę na swoim Gibsonie Explorerze.
Podczas tworzenia przez grupę „Ultraviolet (Light My Way)”, powstała inna piosenka, która okazała się hitem, „One”.
Piosenka została wykorzystana w filmie z Adamem Sandlerem, Klik: I robisz, co chcesz. Pojawiła się ona także w filmie Motyl i skafander. Początek „Ultraviolet (Light My Way)” został użyty przez zespół Enigma w jego piosence „The Eyes of Truth”.